# Брусин
Бру́син (укр. Бру́сін) — станция Донецкой железной дороги. Находится в Краматорском районе Донецкой области. На станции останавливаются только электропоезда. Поезда дальнего следования на станции не останавливаются. Недалеко от станции находятся подчинённые Лиманской городской общине Донецкой области сёла Щурово, Брусовка, Старый Караван, многочисленные базы отдыха, санатории, пансионаты, детские лагеря отдыха.
Во время войны на Донбассе здание вокзала станции значительно пострадало, было разобрано и не существует.

## Фото
- Станция Брусин
- Станция Брусин изнутри